# Okręg wyborczy Wolverhampton
Okręg wyborczy Wolverhampton powstał w 1832 r. i wysyłał do brytyjskiej Izby Gmin dwóch deputowanych. Okręg obejmował miasto Wolverhampton. Został zlikwidowany w 1885 r.

## Deputowani do brytyjskiej Izby Gmin z okręgu Wolverhampton
- 1832–1835: William Wolryche-Whitmore
- 1832–1835: Richard Fryer
- 1835–1885: Charles Pelham Villiers, Partia Liberalna
- 1835–1859: Thomas Thornley
- 1859–1861: Richard Bethell, Partia Liberalna
- 1861–1880: Thomas Weguelin
- 1880–1885: Henry Fowler, Partia Liberalna